# Lalidererspitzen-Biwak
Das Lalidererspitzen-Biwak ist eine Biwakschachtel der Sektion Innsbruck des Österreichischen Alpenvereins auf 2495 m ü. A. am Grat zwischen Laliderer Spitze und Laliderer Wand (nahe dem Ausstieg, etwas unterhalb des Lalidererspitzen-Biwaks) bei Scharnitz.
Das Biwak dient als Stützpunkt für Bergrettungsaktionen bei schlechten Wetterbedingungen, aber auch als Unterkunft für Seilschaften, die zu spät aus der Nordwand ausgestiegen sind und den Abstieg nicht mehr bei Licht schaffen würden. Für solche Fälle ist ein Notruftelefon installiert, das eine Verbindung direkt mit der Leitstelle Tirol herstellt.

## Geschichte
Es wurde 1971 durch die Alpine Gesellschaft Gipfelstürmer errichtet und wird auch Konrad-Schuster-Biwak nach dem Gründer und ehemaligen Vorstand der Alpinen Gesellschaft Gipfelstürmer genannt.

## Karten
- Alpenvereinskarte Blatt 5/2 Karwendelgebirge, Mitte, Ausgabe 2015, Maßstab 1:25.000.